# Sant’Antonino Martire (Concesio)

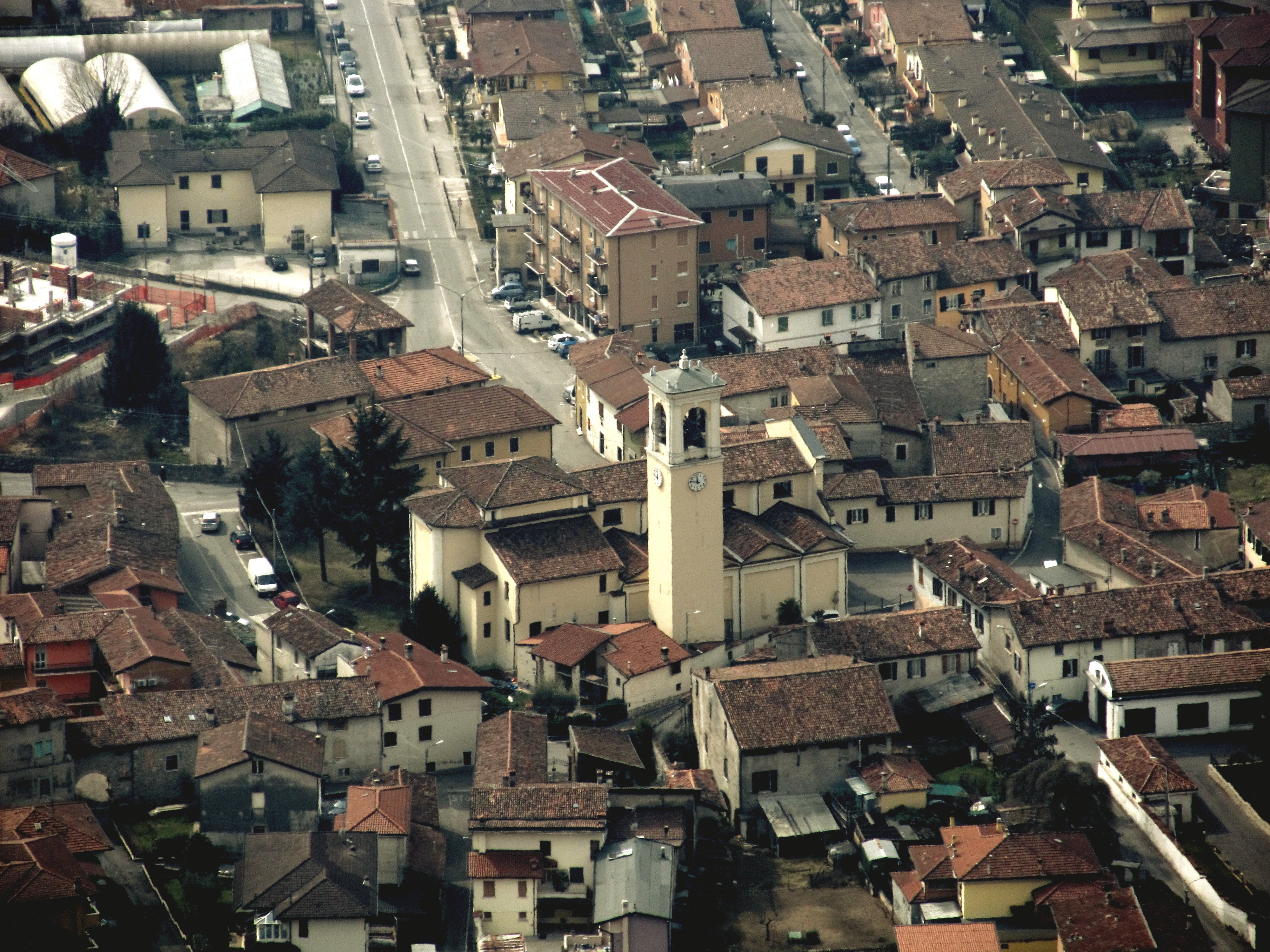
Basilika Sant’Antonino Martire

Die Basilika Sant’Antonino Martire ist eine römisch-katholische Kirche in Pieve, einem Ortsteil der Gemeinde Concesio in der Lombardei, Italien. Die Kirche des Bistums Brescia ist Antoninus von Piacenza gewidmet und trägt den Titel einer Basilica minor. Sie ist die Taufkirche von Papst Paul VI.

## Geschichte
Die ursprüngliche Kirche von Concesio, die auch die erste des gesamten Trompia-Tals war, entstand als Oratorium im 6. Jahrhundert.} Im 9. Jahrhundert wurde diese Mariä Himmelfahrt gewidmete Kirche vermutlich zur Pfarrkirche eines Plebanats; ihr Bereich erstreckte sich von Villa Cogozzo bis Stocchetta.
Die heutige Kirche geht auf einen kompletten Umbau im 16. Jahrhundert unter Gerolamo Vascherio, Weihbischof aus Brescia, zurück, der sie auch weihte.
Während seines Besuchs am 29. August 1573 veranlasste Christopher Pilati den Bau einer neuen Taufkapelle und eines Seitenaltars, gewidmet dem Heiligen Geist. Im Bericht zu einem Pastoralbesuch von 1580 werden fünf Altäre sowie der Glockenturm und der Friedhof erwähnt. 1619 wurde in der Kirche ein Altar für den hl. Karl Borromäus errichtet.
Am 16. Oktober 1634 ordnete Bischof Vincenzo Giustiniani bei einem Besuch der Kirche an, in der Taufkapelle ein Fresko mit der Taufe Jesu Christi zu malen.
Im Jahre 1680 wurde eine neue Sakristei errichtet. Eine Renovierung im frühen des 18. Jahrhunderts erfolgte zusammen mit dem Neubau der Seitenkapelle des Heiligen Sakraments 1727 durch Giovanni Battista Marchetti.
1754 wurde der heutige Glockenturm errichtet, 1862 wurde die Fassade restauriert. Eine neue Taufkapelle schuf Gabriella Forlani. Für den in der Kirche getauften und heiliggesprochenen Papst Paul VI. wurde nach seiner Seligsprechung 2014 eine Kapelle errichtet. 2016 erhob Papst Franziskus die Kirche in den Rang einer Basilica minor.

## Architektur
Die Fassade der Kirche, die vom Stil Marchetti zurechnet wird, ist in zwei Etagen gegliedert, von denen die untere mit drei Eingängen in toskanischer Ordnung gestaltet ist, während die obere – nie vollendet – in korinthischer Ordnung hätte sein sollen. Den Abschluss über einem Fenster bildet ein vorspringendes Tympanon. An das dreischiffige Langhaus der Basilika schließt sich ein Chor mit einer runden Apsis an.

## Ausstattung
Die Kirche ist mit wertvollen Kunstwerken ausgestattet. Das Cristo Spirante aus dem Jahr 1733 stammt von Daniele Olmi. Der monumentale Hochaltar stammt gemäß einer Inschrift von 1750 und wird Corbellini oder Carboni zu geschrieben. Das Altarbild aus dem 17. Jahrhundert zeigt St. Antonius, als Künstler wird Giovanni Gioseffo da Sol vermutet. Das Holzkruzifix stammt aus dem 17. Jahrhundert. 1962 und 1963 malte Vittorio Trainini die Gewölbe der Kirche aus. Zwei Talare von Papst Paul VI. und große Leinwände erinnern an Stationen seines Apostolats. Die Orgel wurde 1908 von G. Bianchetti installiert.